# Panodore d'Alexandrie
Panodore d'Alexandrie est un moine byzantin et égyptien, historien et écrivain, vivant à Alexandrie, autour de l'année 400. Il a initié les bases du calendrier byzantin et considérait que 5 904 ans s’étaient écoulés entre la création d’Adam, en grec ancien : από κτίσεως κόσμου (apo ktiseos kosmou) ou  έτος κόσμου (aetos kosmou), c'est-à-dire l'« Ère de la création du monde » ou Anno Mundi et l’an 412, époque à laquelle il vivait.
Il est notamment l'auteur d'une nouvelle version des Chronika d’Eusèbe de Césarée, auxquels il ajouta quelques histoires d’athlètes fameux. 
Il est une des sources principales de Syncelle.

## Source de la traduction
- (en) Cet article est partiellement ou en totalité issu de l’article de Wikipédia en anglais intitulé « Panodorus of Alexandria » (voir la liste des auteurs).